# St. Marien (Ottenhausen)

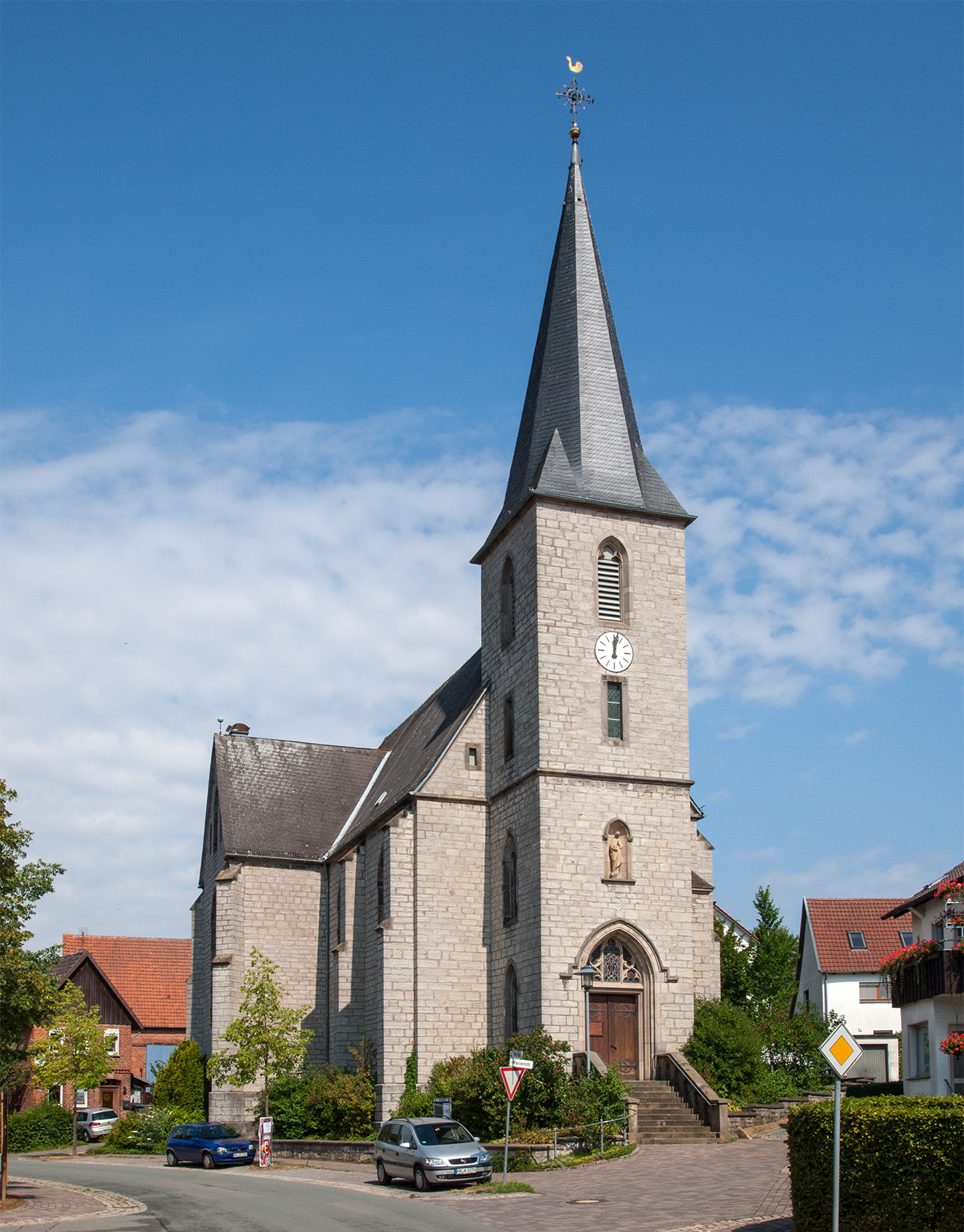
St. Marien zu Ottenhausen

St. Marien ist eine katholische Pfarrkirche im Steinheimer Ortsteil Ottenhausen im Kreis Höxter, Nordrhein-Westfalen.

## Geschichte und Architektur
Die Kirche wurde vom 17. April 1900 bis zum 15. September 1901 gebaut und von Dechant Göbel eingeweiht.
St. Marien ist eine neugotische Kirche mit kreuzförmigem Grundriss, die aus Bruchstein gebaut wurde. Die Pfarrkirche ist 31 Meter lang und das Querhaus hat eine Breite von 18 Metern sowie eine Höhe von 10 Metern bis zum Gewölbe. Der Turm ist 31 Meter hoch. 

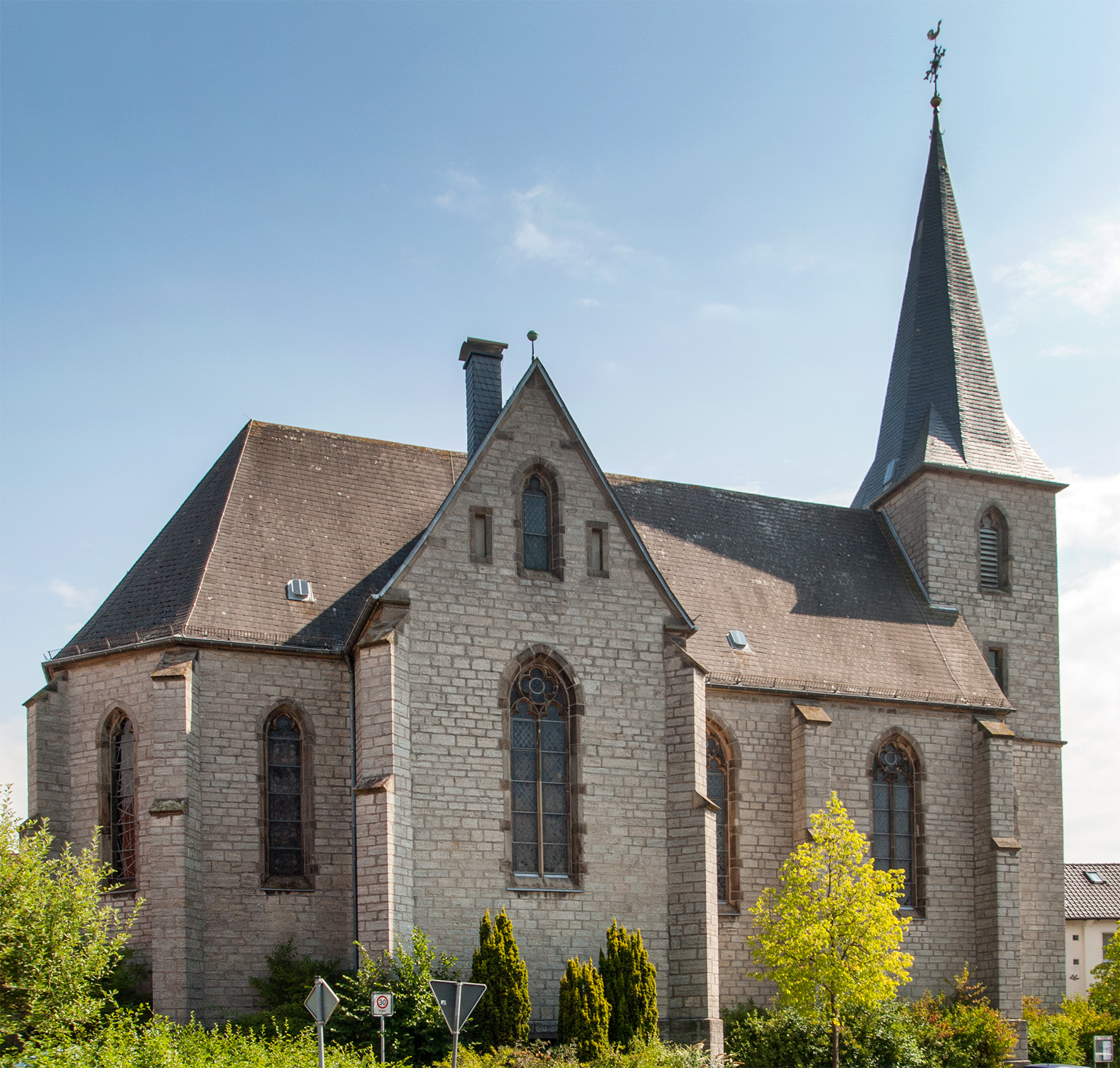
Kirche von Westen

## Glocken
| Nr. | Name      | Gussjahr | Gießer, Gussort                          | Durchmesser (mm) | Gewicht (kg) | Schlagton |
| --- | --------- | -------- | ---------------------------------------- | ---------------- | ------------ | --------- |
| 1   | Herz Jesu | 1949     | Junker, Brilon (Westfalen)               | 1010             | 610          | gis'      |
| 2   | Maria     | 1949     | Junker, Brilon (Westfalen)               | 840              | 370          | h'        |
| 3   | Josef     | 1921     | Junker und Edelbrock, Brilon (Westfalen) | 713              | 220          | cis"      |